# Callao
Callao (čti „Kajao“) je peruánské město nacházející se ve střední části státu na pobřeží Tichého oceánu. Leží jen několik kilometrů západně od hlavního města Lima, se kterým je spojeno v konurbaci známou jako „Metropolitní Lima“.
Již od koloniálního období bylo Callao přístavem pro Limu, která byla hlavním městem španělské kolonie Místokrálovství Peru. Již jen kvůli svému historickému postavení patří k Callao k nejvýznamnějším přístavům Jižní Ameriky. Nachází se zde největší peruánský přístav a zároveň Mezinárodní letiště Jorgeho Chaveze, což z města činí hlavní vstupní bránu do Peru.

## Územně-správní postavení
Město Callao a jeho bezprostřední okolí tvoří tzv. Konstituční provincii Callao, která má obdobné postavení jako 24 peruánských departementů.

### Městské obvody
Provincie Callao je tvořena 6 obvody (distritos). Zvláštním územím jsou neobydlené ostrovy v blízkosti města:
- Bellavista
- Callao
- Carmen de la Legua-Reynoso
- La Perla
- La Punta
- Ventanilla

## Okolní ostrovy
Při pobřeží se nachází několik ostrovů. Celková rozloha všech ostrovů je 17,63 km². Největší z nich je La Isla San Lorenzo. V minulosti nebyl nikdy trvale obydlen, v současnosti se zde nachází malá základna peruánského námořnictva. Mezi další menší ostrovy patří El Frontón, Islas Cavinzas a Islas Palomino, na nichž se nacházejí významné kolonie lachtana hřívnatého a vodního ptactva.

## Fotogalerie

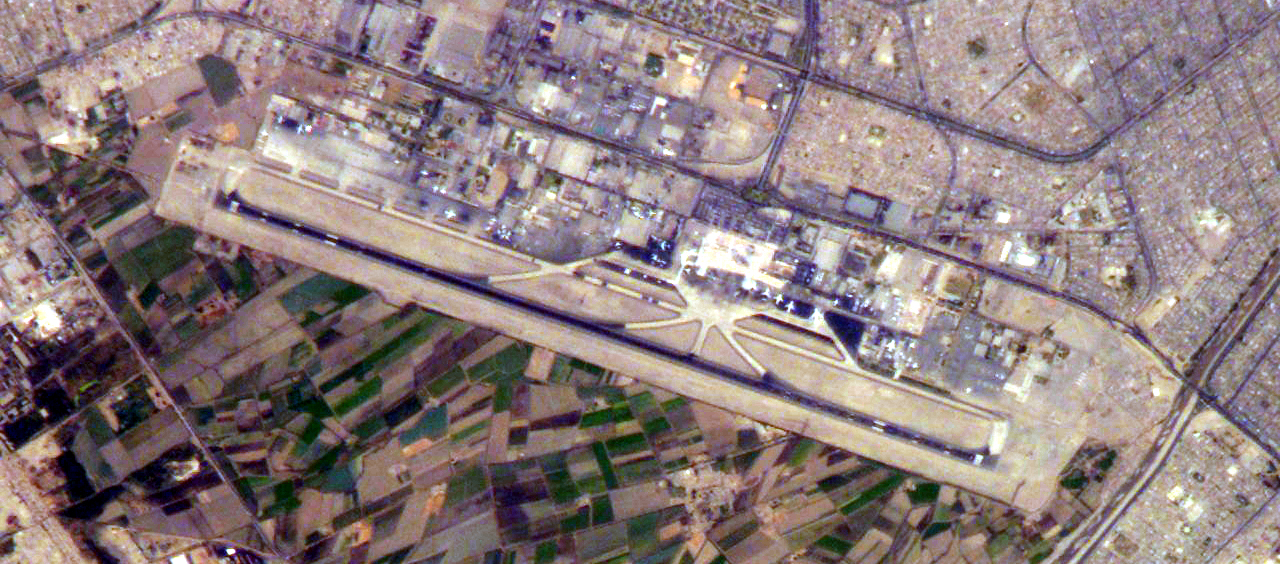
Mezinárodní letiště Jorge Cháveze
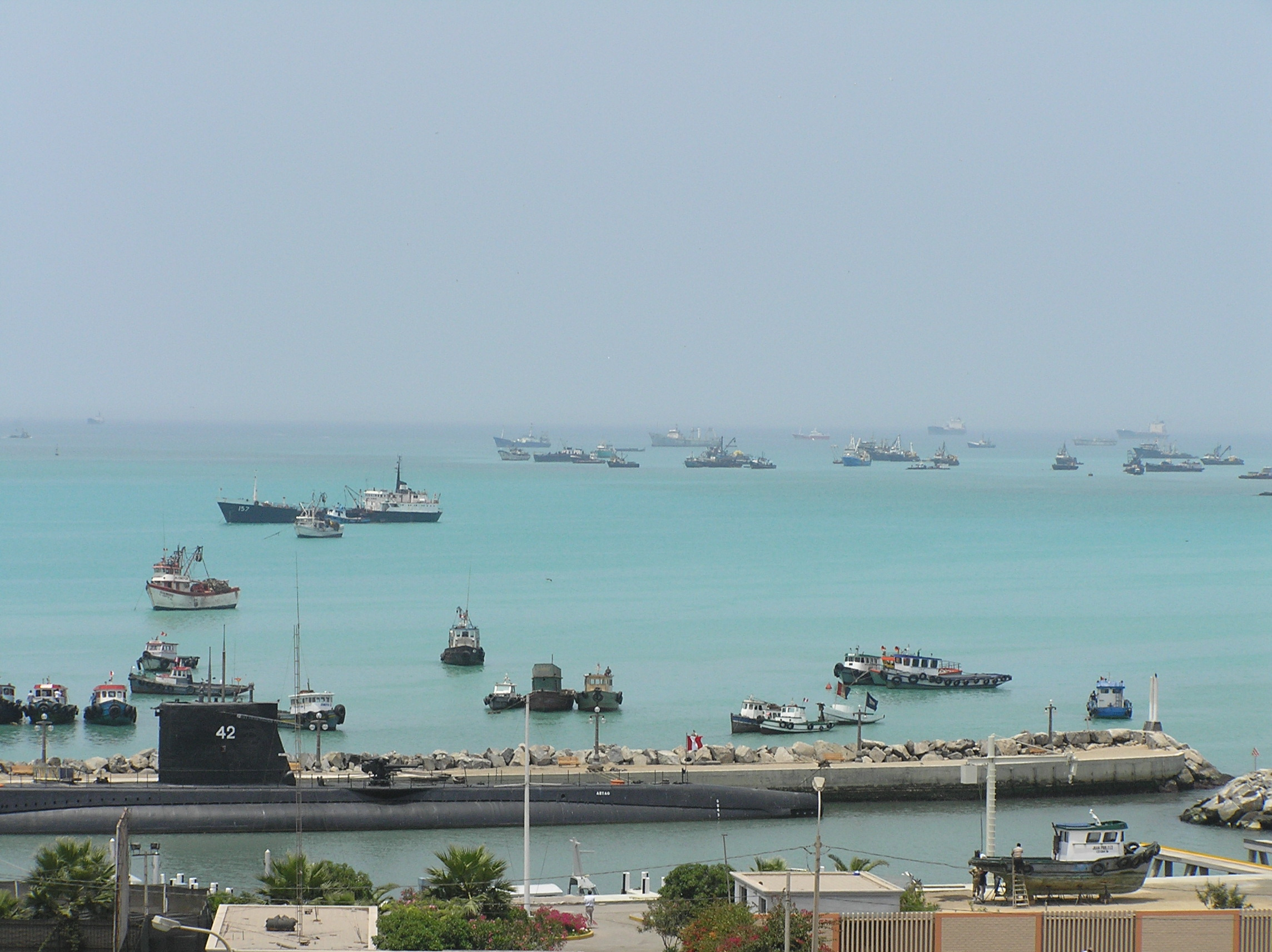
Lodě čekající před zdejším přístavem
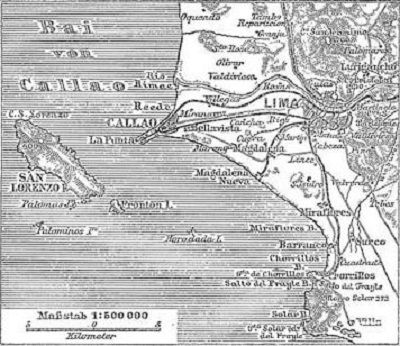
Historická mapa z roku 1888